# 泰莱基·帕尔
塞凱伯爵泰莱基·帕尔·亞諾什•艾德（匈牙利語：Széki gróf Teleki Pál János Ede，1879年11月1日—1941年4月3日），匈牙利王國首相、政治家、地理学家、匈牙利科学院成员、大学教授、匈牙利童军总监。二战期间主持和同盟國的谈判，在匈牙利加入軸心國與德國同盟、攝政王霍爾蒂允許納粹德国借道進攻南斯拉夫後自杀。

## 家庭
1908年11月24日，他娶了比錫根-尼奔堡的喬安娜（1889–1942）女伯爵，她是比錫根-尼奔堡的瑞士·安特·加博爾·格羅夫和布達佩斯莫奇尼·喬治娜的女兒。育有兩個孩子：泰萊基·瑪麗亞（1910–1962）和泰萊基·蓋扎（1911–1983）。蓋扎在1944年至1945年間擔任國家政府的教育部長，並於1949年移民美國。蓋扎的兒子，泰萊基·蓋扎·帕爾（1943–2014），成為了美國著名的人類學家，也是英國生物學家珍·古德的研究夥伴。